# Lars Jacob Jakobsson
Lars Gösta Henning Jakobsson, känd som Lars Jakobsson och senare Lars Jacob Jakobsson, född 15 augusti 1947 i Olaus Petri församling i Örebro, är en svensk skådespelare, musiker och scenograf.
Jakobsson var en av dem som i slutet av 1960-talet i Lund startade den teatergrupp som sedermera utvecklade sig till Nationalteatern. Han deltog även i Tältprojektet 1977. Efter att Nationalteatern upphört har han varit verksam på Västanå teater och numera på Österlens musikteater. Han har också arbetat som kostymör, grafisk designer och fotograf. Under tiden i Nationalteatern medverkade han på flera musikalbum.